# 圣巴尔多禄茂堂 (摩德纳)
圣巴尔多禄茂堂（意大利语：Chiesa di San Bartolomeo）是一座罗马天主教教堂，巴洛克建筑风格，位于意大利摩德纳。

## 历史
现在的教堂是为耶稣会而建，取代了原址上的一座本堂区教堂。设计者是耶稣会神父卢加诺的乔治·索尔达蒂，亚历山德罗·德埃斯特枢机。这座建筑始于1607年，1629年随着钟楼的建成而竣工。立面（1727年）由建筑师安德里亚·加卢齐设计和完成。壁龛中的雕像代表圣巴尔多禄茂和基督，以及两位耶稣会圣人：圣达尼老•各斯加和类思·公撒格。
入口附近是安东尼奥·特雷里的灰泥装饰，入口上方是一幅巨大的油画，是吉罗拉莫·内格里的《圣巴尔多禄茂殉难》（1694）。中殿的天花板壁画由安德烈·波佐的弟子朱塞佩·巴比里 (1642–1733)绘制，描绘Apotheosis of the Divine Image和《圣依纳爵、方济各沙勿略和巴尔多禄茂的光荣》。穹顶的悬垂部分绘有四枢德的寓言。左边的第一个小堂里有一幅祭坛画，是让·布朗格的《圣若瑟之死》；在左边的第二个小堂里，有雅格布·利戈齐的《圣母领报》和洛伦佐·加布里的画作。入口右侧的第一座祭坛上有一幅油画，是圣佩兰达的《十字架上的圣奥苏拉》。
供奉圣依纳爵的小堂，有贾辛托·布兰迪和乔瓦尼·玛丽亚·维亚尼的画作。圣方济各沙勿略小堂在司祭席的右侧，有弗朗西斯科·德尔·开罗和雅科皮诺·康塞蒂的画作。正祭台上有宏伟的祭坛华盖，由珍贵的大理石和青铜制成，由乔瓦尼·巴蒂斯塔·巴索利、塞西里奥·贝西、乔瓦尼·巴蒂斯塔·塞索里和安东尼奥·特拉里于1620年完成。沿着中殿是卢多维科·拉纳和朱塞佩·罗曼尼的画作。墙上挂着朱塞佩·玛丽亚·克雷斯皮、安东尼奥·波马兰西奥和皮耶罗·佩特鲁齐尼的画作。现在的风琴（1903年，里格兄弟）取代了在1902年的一场大火中丢失的17世纪风琴（耶稣会士威廉·赫尔曼）。